# Kościół św. Antoniego w Waszkowie
Kościół świętego Antoniego w Waszkowie – rzymskokatolicki kościół filialny należący do parafii Narodzenia Najświętszej Maryi Panny w Poniecu (dekanat krobski archidiecezji poznańskiej).
Jest to dawny kościół braci czeskich wzniesiony w 1609 roku w miejsce kościoła w Poniecu, który ówczesny właściciel miasta Zawadzki zwrócił katolikom. Pierwotna świątynia została wzniesiona z drewna, nieco później powstała murowana. W czasie wojny szwedzkiej, podczas rządów Jana Kazimierza, gdy zostało spalone Leszno, gmina braci czeskich razem ze swym pastorem schroniła się na Śląsku. Opuszczona świątynia została spalona. Po pokoju oliwskim w 1660 roku Zawadzki, właściciel Waszkowa, obwinił o ten czyn księdza Krzywińskiego, proboszcza katolickiego w Poniecu i wytoczył sprawę przeciw niemu w konsystorzu poznańskim. Nie miał jednak dowodów, w związku z tym musiał zaniechać szukania winnych. 
Świątynia została odbudowana ze składek. Potem nabyła wieś luterańska rodzina Unrugów i wprowadziła do świątyni nabożeństwa według obrządku luterańskiego w języku polskim i niemieckim.
Od czasu odbudowy w drugiej połowie XVIII wieku kościół zachował się w stanie prawie niezmienionym. Budowla jest jednonawowa. Nakryta jest dwuspadowym dachem z kwadratową wieżyczką zwieńczoną dawniej chorągiewką, na której umieszczone zostały daty budowy i odnowienia. Po remoncie dachu w 1998 roku na miejscu chorągiewki zerwanej przez wichurę został umieszczony krzyż. 
Strop świątyni ma formę kasetonów. Elementami wyposażenia wnętrza są: chór muzyczny z 1 połowy XVIII wieku z organami, obecnie nieużywanymi, drewniane, prymitywne, barokowe empory, barokowa chrzcielnica, szafa, w której przechowuje się sprzęty liturgiczne.